# Дєєва Ірина Савелівна
Іри́на Саве́лівна Дє́єва (справжнє ім'я — Фаїна; 31 грудня 1886, Волинь — 3 жовтня 1965, Москва) — українська театральна режисерка. Перша жінка-режисер в Україні: організатор Київського державного театру для дітей ім. Івана Франка, Київського театру робітничої молоді.

## Життєпис
Ірина (Фаїна) Дєєва народилась на Волині 31 грудня 1886 року.
Закінчила Вищі жіночі курси, юридичний факультет Сорбонни в Парижі, драматичні курси Юрія Озаровського при Петербурзькому театральному училищі.
Сценічну діяльність розпочала 1912 року в Київському російському театрі «Соловцов» як актриса.
В 1919 році працювала як актор і режисер під керівництвом К. О. Марджанова (Другий Театр Української Радянської Республіки імені Леніна).
З 1919 року вела педагогічну роботу в театральних студіях.
За спогадами Бориса Єфімова в 1919 році Ірина Савелівна з подругою Вірою Юренєвою евакуювалася з Києва разом із пересувним червоноармійським театром. На фронті була начальником військової художньої бригади та театральної роботи Дванадцятої армії до 1921 року. Мала поранення.
1924 року разом з Олександром Соломарським стала організатором і художнім керівником Київського театру юного глядача, в якому 1928 року поставила спектаклі «Дон Кіхот» (1928), «Так було» (1929) Олександри Бруштейн і Бориса Зона, «Одруження» (1930), «Загибель ескадри» (1931), «На штурм» (1931) О. Корнійчука.
1928 року в Київському театрі робітничої молоді (ТРОМ) поставила п'єсу Олександра Корнійчука «На грані» (художник-сценограф С. Зарицький, композитор І. Віленський). Це був перший драматичний твір Корнійчука.
1930—1933 років працювала в Дніпропетровську. 1933—1938 років — знову в Києві.
Проте, як зазначала Валентина Заболотна, «Ірина Дєєва була надто помітною фігурою в українському театрі, щоб їй дали спокійно головувати в столичному вже на той час ТЮГу. І в 1938-му вона опинилася в Архангельську художнім керівником ТЮГу». В Архангельську працювала до 1941 року.
1941—1948 — режисер Новосибірського ТЮГа, 1948 року — режисер театру в Новокузнецьку Кемеровської області.
Пішла з життя 1965 року в Москві (за іншими даними — 1971).

## Постановки
- «Фуенте Овехуна» (Овеча криниця) Лопе де Вега (перша режисерська робота, 1919)
- «На грані» (перша п'єса Олександра Корнійчука, 1928)
- «Загибель ескадри» Корнійчука
- «На штурм» Корнійчука (єдина постановка в Дніпропетровському ТЮГу)
- «Одруження», «Ревізор» М. Гоголя
- «Міщанин-шляхтич» Мольєра
- «Дитинство» (сценічна версія повісті Максима Горького)
- «Дон Кіхот», «Так було» Олександри Бруштейн і Бориса Зона
- «По зорі» Ґжицького
- «Робін Гуд» С. Зарицького
- «Недоросток» Д. Фонвізіна
- «Мауглі» за Р. Кіплінгом (перша вистава Київського ТЮГу, 8.11.1924)